# خلق الضحية

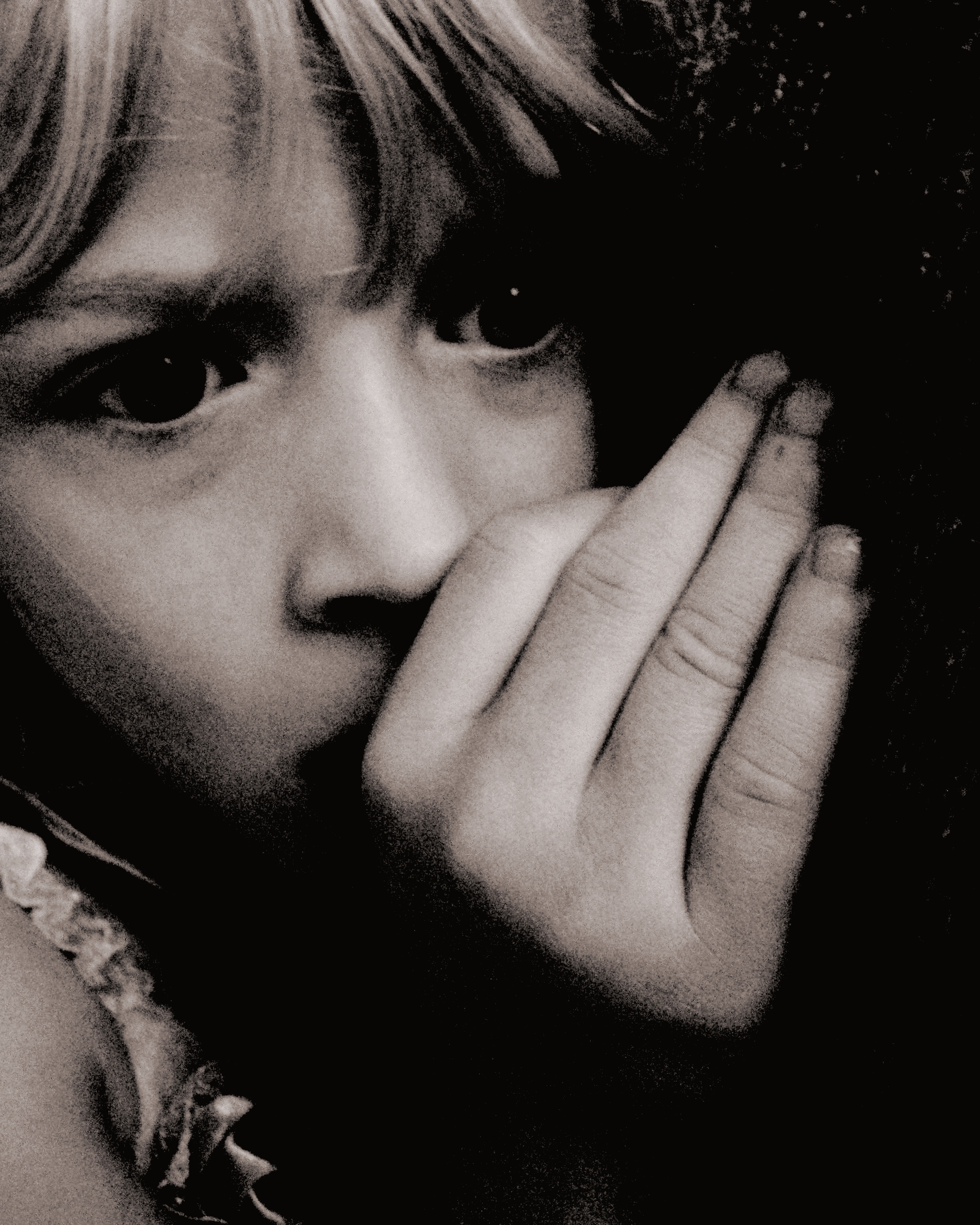

التضحية أو الاحتيال أو الخداع (بالإنجليزية: Victimisation)‏ هي عملية تتمثل في وقوع الشخص ضحية لإيذاء غيره، وتندرج الأبحاث التي تدرس عملية ومعدلات ووقوع وانتشار التضحية تحت علم يسمى علم الضحايا. وقد تٌعرف التضحية أيضاً على أنها العمل الذي ينتج عنه ضحايا.

## تضحية الأقران
هو نوع من المعاناة أو الإيذاء الشائع بين الأطفال، نتيجة وقوع الطفل كهدف سهل للاعتداء أو الاحتيال من قبل الأطفال الآخرين، وغالباً ما يكونوا غير متساوين معهم في العمر.

## التضحية الثانوية
التضحية الثانوية (وتعرف أيضا باسم تضحية ما بعد الجريمة أو التضحية المزدوج) وتتمثل في إيذاء زائد على إيذاء التضحية الأولى أو الأساسية. على سبيل المثال: لوم الضحية على ما تلقاه من خداع، أو استخدم عبارات أو سلوكيات غير مناسبة من قبل بعض الجهات، الطبية أو الإنسانية، والتي قد تزيد من معاناة وألم الضحية فيما يعرف باسم التضحية الثانوية.
كما قد تتعرض الضحية أيضاً لتضحية ثانوية من قبل بعض أفراد نظام العدالة، من حيث استهلاك أوقات طويلة في المحاكمات وغيرها، الأمر الذي قد يصيبهم بالإحباط والعزم على عدم المزيد من اللجوء للقضاء مستقبلاً.
كما يعد الاغتصاب -وبصفة خاصة- مصدر من مصار التضحية الثانوية بجانب التضحية الأولى، نتيجة الوصم أو التشويه لا سيما في الثقافات ذات الأعراف والمحرمات القوية المتعلقة بشأن الجنس والحياة الجنسية، على سبيل المثال: يمكن أن ينظر إلى ضحية الاغتصاب من قبل المجتمع على أنه/أنها أصبحت «تالفة ومحطمة» وخصوصاً إذا كانت عذراء قبل الاغتصاب، كما قد يعاني الضحايا في هذه الثقافات من العزل الاجتماعي، وقد يتبرأ منه الأصدقاء والأسرة، أو يحظر الزواج منه/منها، أو تتعرض للطلاق إذا كانت بالفعل متزوجة.
كذلك يعتبر إعادة تذكر الصدمات النفسية المصاحبة للتضحية الأولية (كالاعتداء الجنسي) من خلال تحقيقات ونشاطات الأفراد والمؤسسات المعنية مثالاً على التضحية الثانوية.

## إعادة التعرض للتضحية
يشير مصطلح إعادة التعرض للتضحيةأو التضحية مرة أخرى إلى نمط من أنماط التضحية يكون فيها الضحية عرضة لأن يصاب بالإيذاء مرة أخرى، إما على المدى القريب أو البعيد، وهذا النمط هو السائد في حالات الاعتدائات الجنسية، وعلى الرغم من استحالة إيجاد نسبة مئوية دقيقة، إلا أن العينات التي تمت عليها العديد من الدراسات تشير إلى أن نسبة إعادة التعرض للتضحية مرة أخرى في حالة الاعتدائات الجنسية هي نسبة مرتفعه للغاية.
تتنوع أسباب إعادة التعرض للتضحية باختلاف نواع التضحية ذاتها، ويعد التعرض للتضحية مره أخرى على المدى القريب إشارة إلى استمرار وجود المخاطر التي ساهمت في التضحية في المرة الأولى، كالعيش في أماكن خطرة أو العمل فيها أو البطالة.
يأخذ موضوع التضحية في حالة الاعتدائات الجنسية في الطفولة والتي قد تتكرر في حالات البلوغ شكلا أشد تعقيداً، فهناك العديد من النظريات التي تحاول تفسير هذا الأمر من بينها النظرية القائلة بأن اعتقاد الضحية الخاطئ أن السلوك العدواني للمعتدي هو سلوك طبيعي ومتوقع أو حتى مستحق، وهذا بدوره قد يجعل من الشخص الضحية منجذبا على المستوي اللاوعي للعلاقات التي يتعرض فيها للاعتداء أو الإيذاء، فيما توضح نظرية أخرى أن إعادة الاعتداء هي نتيجة العجز المتعلم في الطفولة، والناتج عن مرور الطفل بمواقف -أثناء الاعتداء- كان فيها عاجزا مسلوب الإرادة، حيث أن هذه الحالة من انعدام القدرة على الدفاع عن الذات في الطفولة تترك الطفل لخيار وحيد هو «التجمد»، فلا يحرك ساكنا تجاه الاعتداء أو المعتدي.

## المعتدون يختارون الضحايا السابقين
أثناء مرحلة البلوغ قد تستمر حالة «التجمد» تجاه الاعتداء، وهي الحالة التي قد يبحث عنها المعتدي في ضحيته، وهذا السلوك السلبي بدوره يجعل الضحية هدفاً سهلاً للاعتداء مرةً أُخرى، ولاحقاً تُقلل الضحية من شأن ما حدث لها، وَتضع له المُبررات، وقد لا تُبلِغ السلطات عن هذا الاعتداء.

## التضحية بالذات
التضحية بالذات أو لعب دور الضحية هو اختلاق حالة من كون الشخص ضحية لغيره، وذلك لأسباب مختلفة: كتبرير اعتداء الآخرين، أو كوسيلة مسايرة أو لجذب الانتباه.

## عقلية الضحية
عادة ما يحاصَر ضحايا الاعتداء أو الإستغلال في نطاق عقلية الضحية، والتي تتضمن إحساس شديد بالعجز والسلبية، وعدم القدرة على التحكم، والتشاؤم والتفكير السلبي بالإضافة إلى شعور قوي بالذنب والخجل ولوم النفس والإكتئاب.

## التضحية الثانوية

### الضعف
عندما تفشل المؤسسات والأنظمة القانونية في دعم الضحية، سيصبح الضحايا ضعفاء ومعرضين للإصابة بالتضحية الثانوية. الطريقة المثالية والقانونية للرد على التضحية الأولية تكون في إبلاغ السلطات عن الحدث، لكن هذه السلطات قد تنكر أو لا تصدق أو حتى تلوم الضحية. وقد بلّغ أكثر من 90% من الضحايا عن تعرضهم لرد فعل سلبي من المجتمع ووصفوا ذلك بأنه «اغتصاب ثانوي» أو «اعتداء ثانوي».
وتشير الأبحاث إلى كون ضحايا الاعتداءات الجنسية الأقل حظاً في تلقي الدعم بعد إبلاغهم عن الحادثة. ويعود ذلك لأسباب كثيرة كنقص الادلة أو الوصمة الاجتماعية التي تلحق بضحايا الاغتصاب، أو ربما بسبب صعوبة التعامل مع الحوادث الجنسية.
في دراسة عن ضحايا الاغتصاب وتعاملهم مع الإجراءات القانونية، وُجد أن الضحايا الذين شعروا بتعاطف المحققين وتفهمهم كانوا أكثر إصراراً على متابعة التحقيق، وشعروا أن ما مروا به خطير وأن معاناتهم تستحق أن تُسمع.
بإمكان التعاطف والدعم اللذين تقدمهما السلطات تحسين الحالة النفسية والجسدية لضحايا الاغتصاب، وبالتالي ستزداد معدلات التقارير وينخفض التحييز القضائي تجاه الضحايا. حيث يميل النظام القضائي والقائمون عليه إلى تجنب أو تجاهل أو إساءة فهم الموقف، لذا يُعد العنف أو الاعتداء الجنسي موضوعاً حساساً في معظم المجتمعات.
وتشير الدراسات إلى الأثر المدمر لإساءة فهم موقف الضحية، والتبعات السلبية والأذى المرافق لهذه الظاهرة على الصحة النفسية للضحية وعلى شعورهم بالأمان. يمكننا محاربة هذه النقطة بمزيد من التقبل وإعطاء وجهات نظر لا نتّهم فيها الضحايا، كما يجدر بالهيئات مساعدة الضحايا في تقديم تقارير دقيقة. حيث يشير عددٌ من المؤلفين إلى الفائدة التي ستعود على الضحية والنظام القضائي معاً إن قدّم الأخير المساعدة الكافية للضحايا، وبالتالي سيعزز ذلك بناء عالمٍ يسوده العدل والأمان ويدفع الضحايا إلى الإبلاغ والتحدث عن معاناتهم إن تعرضوا لحوادث خطيرة في المستقبل.
إن الأشخاص الذين تعرضوا للتضحية، وخاصة إن كانت تجاربهم مؤلمة، سيصبحون معرّضين للمرور بتجربة التضحية الثانوية. وإن لم يستطع هؤلاء الحصول على حاجات اجتماعية بسيطة كالتعاطف والدعم والتفهم فهم أكثر عرضة لمواجهة هذه الظاهرة عدة مرات في المستقبل.
من المعروف أن جميع من تعرضوا للتضحية، ولو لمرة واحدة، سيصبحون عرضة للمرور بتجربة مماثلة. لكن معدلات حدوث «التضحية الثانوية» مرتفعة عند فئات معينة من الناس، وتحديداً النساء والأطفال والأقليات العرقية والجنسية، وأيضاً الأشخاص الذين تعرضوا لاعتداء جنسي من معارف أو غرباء.
أما الأشخاص الذين تعرضوا لنوعٍ معين من العنف، فلنقل العنف الجسدي أو العنف المنزلي أو الاعتداء الجنسي، فهم معرضون أيضاً لخطر التضحية الثانوية. ولوحظ أن ضحايا الاغتصاب هم الأكثر عرضة لمواجهة التضحية الثانوية، تحديداً من النظام القضائي. حيث وصف نحو نصف الضحايا العملية القضائية بالمؤلمة.

### الإبلاغ عن التضحية
يصبح الضحايا أكثر ميلاً لعدم الإبلاغ عن تجاربهم إن لاحظوا رفض المجتمع وعدم اكتراثه أو اعترافه بالعنف الذي تعرّضوا له أو الصدمات التي مروا بها. إن لذلك عواقب وخيمة على الصحة النفسية للضحايا، خاصة ضحايا الاعتداءات الجنسية. حيث يتعرّض هؤلاء للاعتداء أكثر من مرة، وبالتالي يساعد عدم الإبلاغ عن الاعتداء في تكرار الاعتداء، أي أصبح الأمر أشبه بالدوران في حلقة مفرغة.
يصاحب التعرض للعنف عادة نتائج سلبية على الحالة النفسية والجسدية للضحايا، وتتضمن هذه النتائج الإحساس بالعار والخلل العاطفي والقلق النفسي واضطرابات في الصحة العقلية والنفسية.
في استعراض لبيانات توضيحية حول التضحية الناجمة عن الاعتداءات الجنسية والأمراض النفسية المتعلقة بها، وُجد أن للتحضية أثرٌ متوسط في تشخيص عددٍ من الأمراض النفسية كالاكتئاب والقلق والميول الانتحارية واضطراب الطعام وإساءة استعمال مواد الإدمان (كالكحول والمخدرات). ويدل ما سبق على ارتباط التضحية التي يتعرض لها ضحايا الاعتداءات الجنسية بالاضطرابات النفسية، حتى بعد معالجة الأعراض الأخرى المرتبطة بها. وإضافة لذلك، تصبح النساء اللواتي تعرضن للتضحية الثانوية أكثر ميلاً للإصابة بمضاعفات نفسية وجسدية، ونادراً ما يحاولن الحصول على الخدمات أو العلاج.
ولا يمكن اعتبار الإبلاغ عن التضحية أمراً سهلاً على الإطلاق، مع الأخذ بعين الاعتبار الحالة النفسية المضطربة للضحايا. فالإبلاغ عن جريمة، وخاصة جرائم الاعتداء الجنسي، يؤدي إلى تولّد مستويات أعلى من الضعف لدى الضحايا، وتحديداً عندما يلاقي هؤلاء رد فعلٍ عنيف، مما يدفعهم إلى عدم الإبلاغ عن الجرائم. ولا يسيء ذلك إلى الضحية فحسب، بل يعود بالضرر على المجتمع أيضاً. فذلك بمثابة إعطاء الضوء الأخضر للجناة كي يكرروا أفعالهم وجرائمهم.
لذا أصبحت بلاغات الاعتداء والتعرض للجرائم أقل، وازدادت اضطرابات الضحايا النفسية نتيجة اتباع سياسة لوم الضحية والمواقف السلبية تجاه الضحايا.

### التفاعل مع نظام العدالة الجنائية
بقيت معدلات الإبلاغ عن الجرائم منخفضة بالرغم من ارتفاع معدلات التضحية الثانوية. ومن المعروف قيام المسؤولين عن النظام الجنائي والقضائي بتثبيط عزيمة الضحايا وعدم تشجيعهم على متابعة قضاياهم الجنائية، خاصة تلك المتعلقة بالاعتداءات الجنسية، بسبب سياسة لوم الضحية وعدم الاكتراث بتجارب الضحايا المأساوية والمؤلمة.
أثار حدثٌ معين جدلاً واسعاً ضمن نظام العدالة الجنائية، وهو حادثة إبلاغ عن جرائم عنف ضحيتها شريكة الجاني. حيث يعتبر النظام الجنائي بلاغات النساء عن تعرضهن للاغتصاب من قبل شركائهن أو أزواجهن ذات مصداقية ضعيفة، ويشجع النظام القضائي الضحايا على إسقاط التهم الموجهة للجناة.
فالعرف الاجتماعي الذي يدعو لطاعة الشريك الحميم، وبالتالي التغطية على ثقافة الاغتصاب، هي أمورٌ شائعة في نظام العدالة الجنائية. وغالباً ما يواجه الضحايا الصدّ وعدم التقبل بالرغم من إبلاغهم عن جريمة حقيقية وقانونية. يؤدي ذلك إلى شعور الضحايا بالنفور وفقدان الأمل وانفخاض قيمة الذات، ولا يجدون خيارات أخرى يلجؤون إليها بعيداً عن القانون والنظام القضائي.

### الذاكرة الممزقة
إن التفسير الوحيد لسلوك نظام العدالة الجنائية المتمثل بعدم تصديق الضحايا هو الذاكرة الممزقة للضحية. فمن غير المستبعد أيضاً أن يعاني ضحايا الاعتداءات الجنسية من إصابات في الدماغ أو ردات عصبية مختلفة نتيجة التعرض للجريمة.
تشرح كامبيل Campell في عملها حدوث التغير الجزيئي في الاستجابة للصدمات، وكيف يؤثر ذلك على الأحداث أو الأوصاف المتناقضة التي يوردها الضحايا في تقاريرهم، وعلى استرجاعهم لمجريات الأحداث عموماً. حيث تحدث تغيرات في كيميائية الدماغ لدى الأشخاص الذين تعرضوا لصدمة ما مما يؤثر على كيفية ترميز ومعالجة الدماغ للذكريات.
ولا تؤثر التغيرات العصبية وحدها على ذاكرة الضحايا، فهناك عدة عوامل أخرى كعدم انتظام المشاعر والقمع والكبت والانفصام وتجنب الحديث عن الجريمة، وهي ردات فعل شائعة لدى الضحايا. لا تؤخذ هذه العوامل العصبية والمعرفية بعين الاعتبار عندما تقوم الضحية بالإبلاغ عن الجريمة.
وأثناء قيام رجال الشرطة والجنائية بجمع المعلومات عن الجريمة، ربما يشرح الضحايا قصصهم بشكل متضارب نتيجة اضطراب ذكرياتهم أو ما يُسمى بالذاكرة الممزقة. وذلك إما بسبب التغيرات العصبية أو الاستجابة النفسية عند الضحايا جراء الصدمة، لذا لن يستطع هؤلاء الضحايا تصوير التفاصيل بدقة وترابط، مما يفقدهم المصداقية وبالتالي، يجعلهم عرضة لما يُعرف بالتضحية الثانوية.